# ميدان عابدين

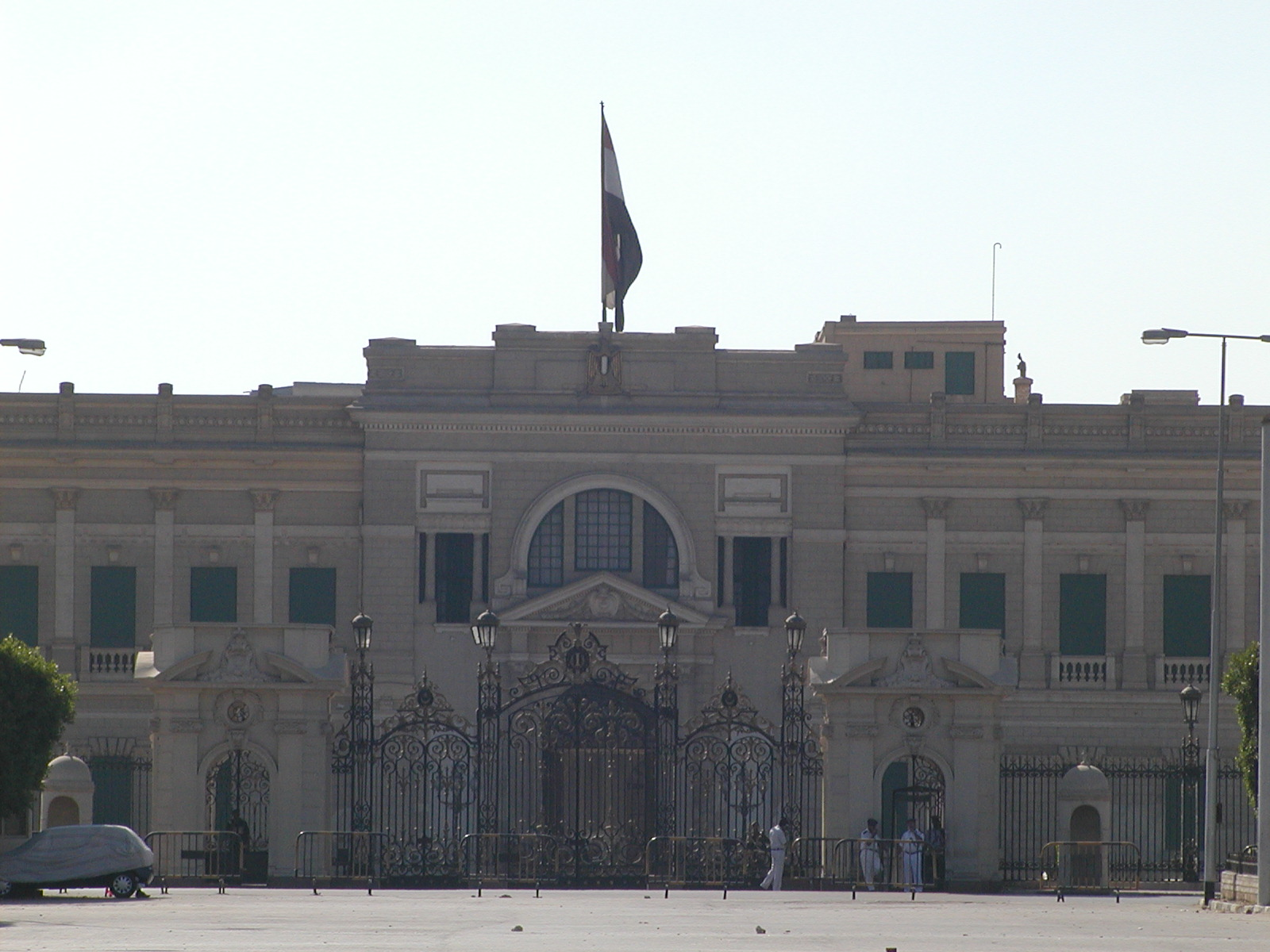

ميدان عابدين هو أحد ميادين محافظة القاهرة، مصر. خُطط هذا الميدان في عهد إسماعيل باشا وهو من أكبر ميادين القاهرة وتبلغ مساحته تسعة أفدنة. وتشغل سراي عابدين العامرة ضلعه الشرقي . وطول هذا الضلع 135 مترا

## الوصف
يتفرع من ميدان عابدين شارع البستان المؤدي الي ميدان الأزهر ثم الي ميدان ماريت باشا. وشارع كوبري إسماعيل باشا المؤدي كذلك إلي ميدان الخديوي إسماعيل ثم إلي ميدان الهامي عند مدخل كوبري إسماعيل. وهناك أيضا شارع حسن الأكبر المؤدي من عابدين إلي باب الخلق وشارع الصنافيري المؤدي إلي ميدان باب اللوق حيث جامع الطباخ.

## أحداث شهدها الميدان
شهد ميدان عابدين العديد من الأحداث السياسية البارزة في تاريخ مصر، مثل وقفة عرابي عام 1879، كما شهد الميدان المظاهرات المختلفة للمطالبة بالحقوق الدستورية والسياسية في عهد الملكية حتى قيام ثورة 23 يوليو 1952.
وفي أثناء ثورة 25 يناير لم يكن ميدان عابدين غائباً عن الأحداث بالرغم من اعتصام الحشود الرئيسية في ميدان التحرير فقد كان ميدان عابدين وشارع عابدين وما حوله من المناطق التي شهدت على مطاردات الشرطة للمتظاهرين منذ قيام الثورة وما تلاها من وقفات اعتصامية في ميدان التحرير